# Ukmergė
Ukmergė (pronuncia), precedentemente Vilkmergė, in polacco Wiłkomierz, in tedesco Wilkomir) è una storica città della Lituania di 28 659 abitanti.
Situata nella regione etnica della Aukštaitija, fa parte della Contea di Vilnius ed è capoluogo del Comune distrettuale di Ukmergė. Si trova a 78 km a nord-ovest di Vilnius ed è attraversata dal fiume Šventoji. 
Venne menzionata per la prima volta nel 1333 e ricevette lo statuto di città libera nel 1486.